# 白根邦男
白根 邦男（しらね くにお、1937年2月6日 - 2017年8月27日）は、日本のジャーナリスト。

## 経歴
福岡県に生まれる。
1955年福岡県立修猷館高等学校を経て、1960年、明治大学法学部を卒業し毎日新聞社に入社。
毎日新聞中部本社報道部長、東京本社社会部長、同編集局次長、1988年西部本社編集局長兼論説委員、1991年6月取締役西部本社代表、1994年6月常務、1996年6月東京本社代表、1998年6月専務となる。
2000年6月、スポーツニッポン新聞東京本社代表取締役社長に就任。